# Abraham

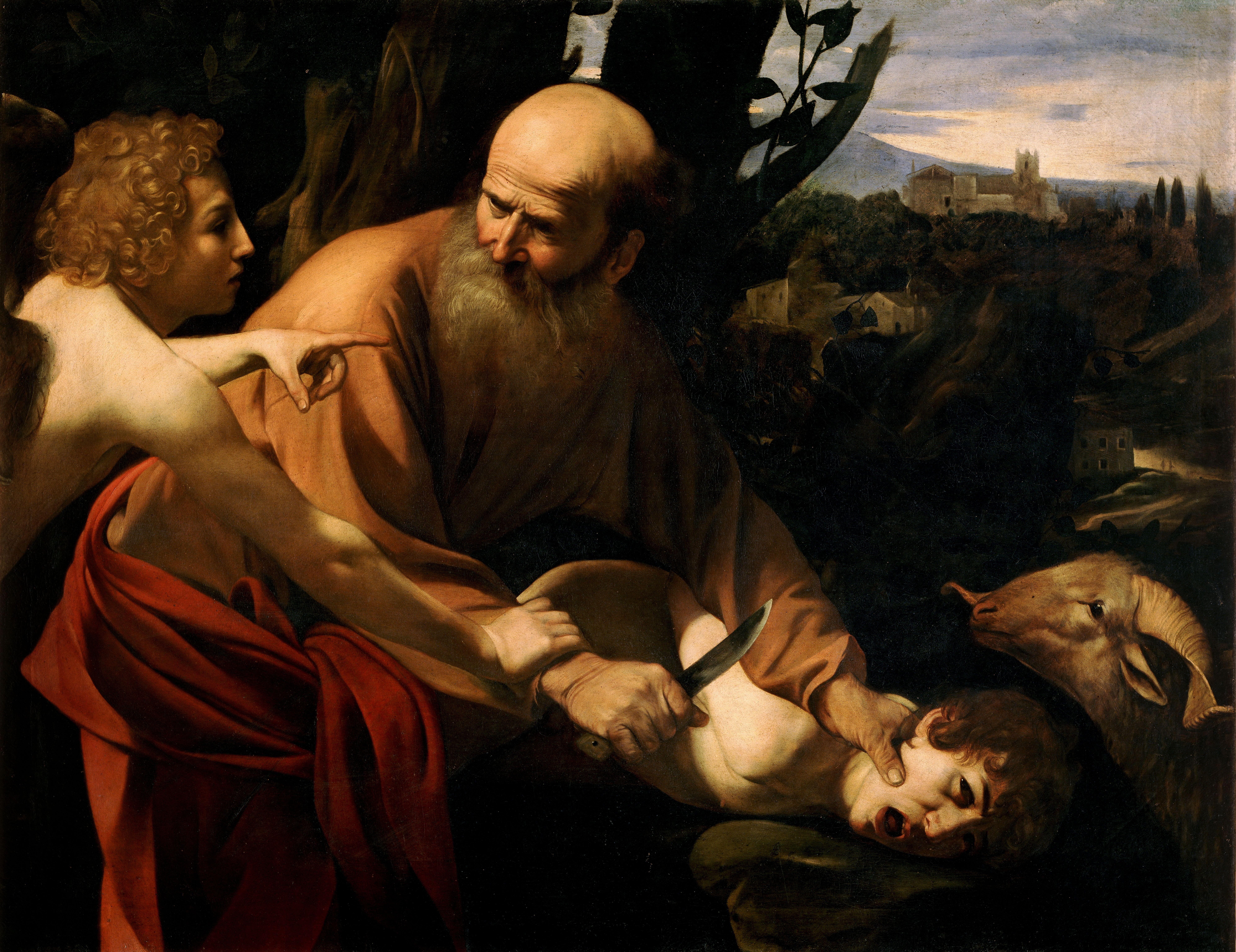
Abraham ofiarowuje Izaaka, Caravaggio

Abraham (hebr. ‏אַבְרָהָם‎ ’Awrāhām, akad. A-bi-ra-mu, arab. ‏إِبْرَاهِيمُ‎ Ibrāhīm, dosł. „kochający ojciec”) pierwotnie zwany Abramem – pierwszy z hebrajskich patriarchów. Wśród historyków nie ma konsensusu, czy faktycznie istniał. Najprawdopodobniej żył na początku II tysiąclecia p.n.e. Według relacji biblijnych był praojcem narodu żydowskiego, arabskiego, edomickiego i także innych. Z woli Boga Jahwe wyruszył z Mezopotamii do Palestyny. Mąż Sary i Hagar, ojciec Izaaka i Izmaela.

## Historia biblijna

### Wywód genealogiczny

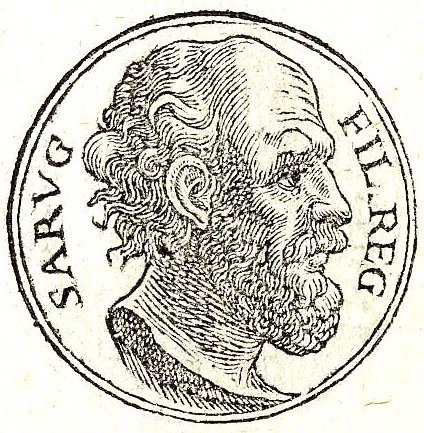
Serug, pradziadek Abrahama

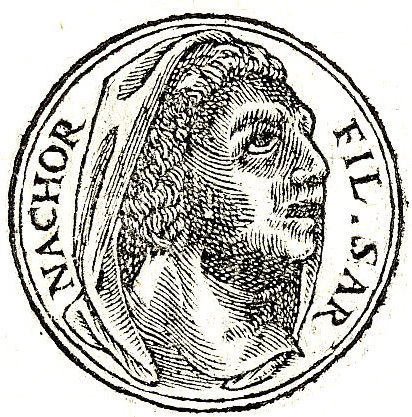
Nachor (syn Seruga), dziadek Abrahama

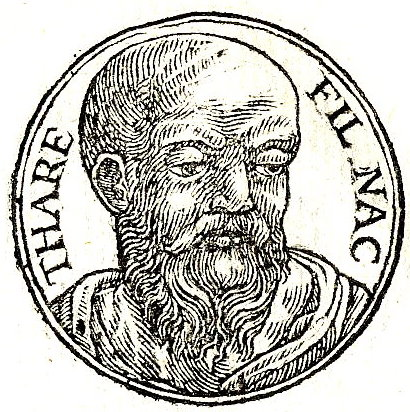
Terach, ojciec Abrahama

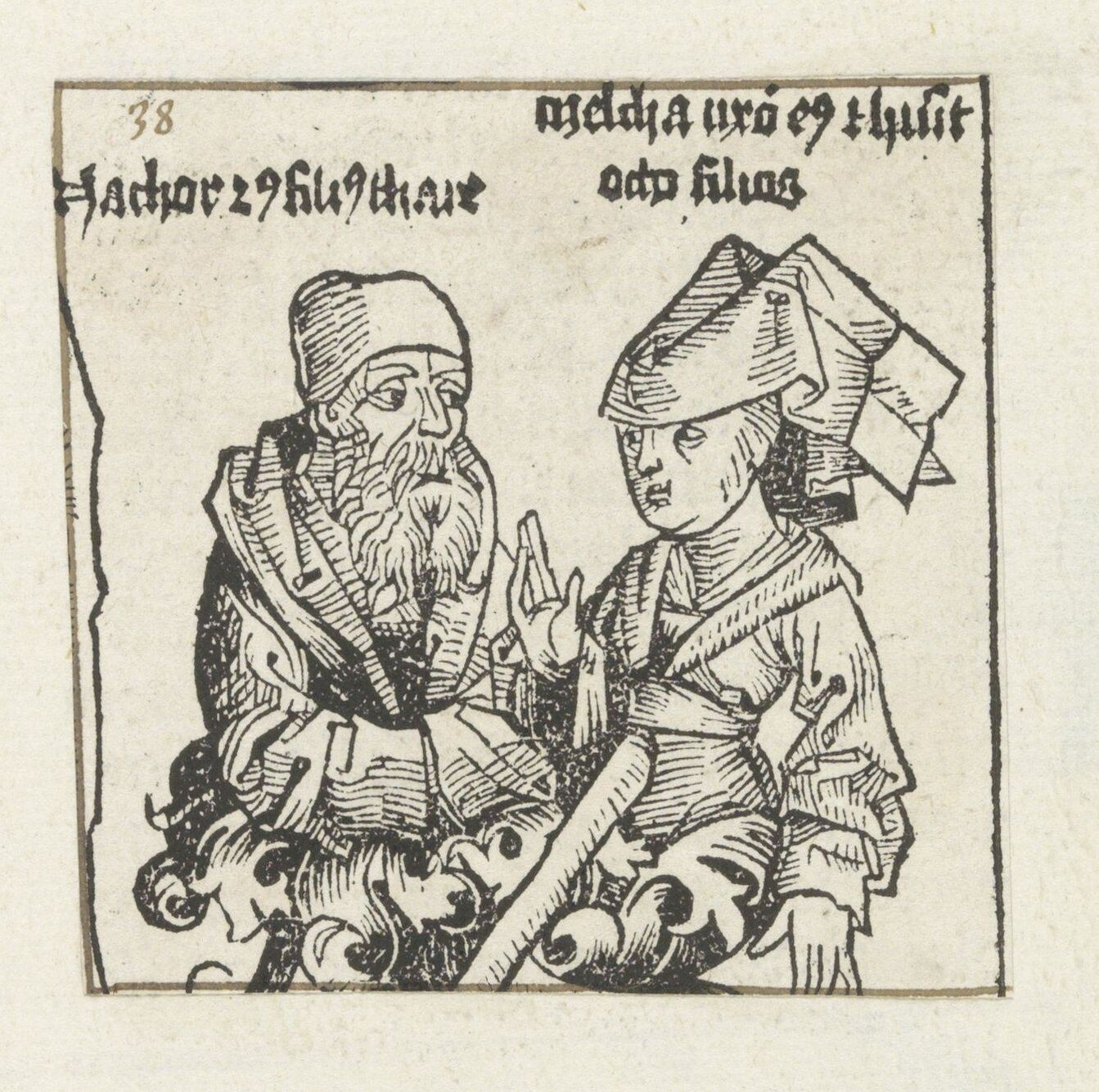
Nachor (syn Teracha), brat Abrahama i jego żona Milka, będaca również córką brata Harana

| 4. Nachor (syn Seruga) |  |                     |  |  |                    |
|                        |  | 2. Terach           |  |  |                    |
| 5. Jiska               |  |                     |  |  |                    |
|                        |  |                     |  |  | 1. Abraham (Abram) |
| 6. Karniwo (Karnewo)   |  |                     |  |  |                    |
|                        |  | 3. Amasla (Amatlai) |  |  |                    |
| 7.                     |  |                     |  |  |                    |
|                        |  |                     |  |  |                    |

### Powołanie
Abram razem z ojcem Terachem, żoną Saraj (która była jego przyrodnią siostrą) i bratankiem Lotem mieszkał początkowo w Ur chaldejskim. Później zamieszkiwał w krainie Charan, w celu dotarcia do Kanaanu. Stary Testament początkowo nie podaje przyczyny opuszczenia Ur. Przyczyną mogła być niespokojna sytuacja po upadku III dynastii z Ur wywołana konfliktami pomiędzy autochtonami i amoryckimi imigrantami. Deuterokanoniczna Księga Judyty podaje powody religijne: odmowę kultu lokalnych bóstw, podobną wersję podaje apokryficzna Księga Jubileuszów. Niektórzy bibliści dodają jeszcze do tego purytańską reakcję na bogactwo i zgniliznę moralną otoczenia, inni piszą o względach polityczno-gospodarczych i o tęsknocie za pełnym życiem koczowniczym. Dopiero w dalszej kolejności Księga Rodzaju stwierdza, że wyjście z Ur było wolą Boga Jahwe. Taką interpretację potwierdzają też Dzieje Apostolskie i Księga Jozuego. To wytłumaczenie wspierają też bibliści chrześcijańscy, zdając sobie jednak sprawę z trudności wskazania, w jaki sposób żyjący w otoczeniu o przekonaniach politeistycznych Abraham doszedł do wiary w jednego Boga. Najczęściej jednak podaje się motyw nadprzyrodzony – to nie Abraham poznał Boga, ale to Bóg objawił się Abrahamowi.
Droga do Charanu mogła prowadzić wzdłuż Tygrysu przez Lagasz i Aszur lub wzdłuż Eufratu przez Babilon i Mari. Obecnie bardziej prawdopodobna wydaje się ta druga trasa. W Charanie właśnie Abramowi objawił się Bóg i rzekł: Wyjdź z twojej ziemi rodzinnej i z domu twego ojca do kraju, który ci ukażę. Obiecał Abramowi uczynić z niego wielki naród i rozsławić jego imię na świat. Abram posłuchał swojego Pana i udał się w drogę wraz z bratankiem i żoną, mimo swoich siedemdziesięciu pięciu lat. Gdy dotarł do dębów Mamre koło miejscowości Sychem, Bóg ukazał się mu ponownie: Twojemu potomstwu daję właśnie tę ziemię. Następnie kolejno wędrował Abram w stronę Negewu i Egiptu, aż wrócił ponownie do Kanaanu wraz ze swoim bratankiem Lotem. Gdy obaj osiedli w Betel, wynikła sprzeczka pomiędzy pasterzami trzód Abrama i pasterzami trzód Lota. Kraj nie mógł utrzymać ich obu, ze względu na zbyt liczne trzody owiec i wołów, które posiadali. Wtedy Abram rzekł do Lota: „Niechaj nie będzie sporu między nami, między pasterzami moimi a pasterzami twoimi, bo przecież jesteśmy krewni. Wszak cały ten kraj stoi przed tobą otworem. Odłącz się ode mnie! Jeżeli pójdziesz w lewo, ja pójdę w prawo, a jeżeli ty pójdziesz w prawo, ja – w lewo” (Rdz 13,5-17). Lot wybrał sobie całą dolinę Jordanu i wyruszył ku wschodowi, I tak rozłączyli się obaj. Po odejściu Lota Abram dostał od swojego Pana ziemie izraelskie i miał za zadanie obejść je „wzdłuż i wszerz”.
Po tych wydarzeniach Bóg obiecał Abramowi potomka, ale wyjaśnił mu również, że jego spadkobiercy będą w obcym kraju niewolnikami przez przeszło czterysta lat. Wtedy to Jahwe zawarł przymierze z Abramem, mówiąc: Potomstwu twemu daję ten kraj, od Rzeki Egipskiej aż do rzeki wielkiej, rzeki Eufrat.

### Otrzymanie imienia
Gdy Abram miał 99 lat, ponownie objawił mu się Jahwe i obiecał niezmiernie liczne potomstwo. Nadał mu imię Abraham, gdyż zamierzał uczynić go ojcem narodów. Abram, a odtąd już Abraham, miał zapoczątkować dynastię królewską. Swoją żonę Saraj miał zacząć też inaczej nazywać. Jej nowym imieniem miało być Sara. Abrahamowi za rok miał urodzić się syn, chociaż jego żona w to nie wierzyła. Jednak Bóg ukazał jej łaskawość i uczynił to, co zapowiedział. Sara urodziła syna dokładnie w tym czasie, jaki został wyznaczony. Abraham dał synowi imię Izaak.

### Próba wiary
Po tych wydarzeniach Bóg-Elohim (jednak według tłumaczenia Sartre’a anioł, hebrajskie והאלהים, w Torze: veha'elohim, w Koranie: sen) spowodował próbę (według innych interpretacji prowokowanie, kuszenie) Abrahama. Kazał mu na jednym z pagórków złożyć w ofierze swojego syna. Abraham nazajutrz podjął decyzję. Narąbał drzewa dla spalenia ofiary i wyruszył w drogę. Na górze Moria zbudował ołtarz, związał syna i sięgnął ręką po nóż. Ale wtedy ukazał się anioł (dosłowne tłumaczenie anioł Jahwe) i powiedział: Nie podnoś ręki na chłopca i nie czyń mu nic złego! Teraz poznałem, że boisz się Boga, bo nie odmówiłeś mi nawet twego jedynego syna. Po chwili Abraham spostrzegł niedaleko barana i złożył go w ofierze zamiast syna. Następnie anioł przemówił ponownie i pobłogosławił Abrahama za jego oddanie. Abraham wrócił więc do swych sług i wyruszył w kolejną drogę, tym razem do Beer-Szeby. Abraham dożył 175 lat.
Według Biblii synem, który miał zostać ofiarowany, był Izaak. Według tradycji muzułmańskiej – Izmael.

## Dziedzictwo Abrahama
Po śmierci, w wieku 175 lat, Abraham został pochowany przez Izaaka i Izmaela obok żony Sary w Hebronie.
Według Biblii starszy syn Abrahama Izmael urodzony przez niewolnicę Hagar jest przodkiem plemion arabskich. Izaak spłodzony w wieku stu lat i urodzony przez uznawaną dotychczas za bezpłodną żonę Sarę – Izraelitów i Edomitów. Po śmierci Sary Abraham poślubił Keturę, która urodziła mu sześciu synów – Zimrana, Jokszana, Medana, Midiana, Jiszbaka, Szuacha. Abraham wysłał tych synów, by zajęli krainę Trogloditis i część Arabia Felix nad Morzem Czerwonym. Istnieje także legenda, że jeden z wnuków Abrahama, syn Madana, napadł zbrojnie na Libię i ją podbił. Jego potomkowie, którzy się tam osiedlili, nazwali ją Afryką od imienia zdobywcy (J.Flawiusz DDIXV239). 
Abraham nazywany jest ojcem narodów, które wyznają trzy religie monoteistyczne: judaizm, chrześcijaństwo i islam, tzw. religie abrahamowe.

## Abraham w katolicyzmie i prawosławiu
Kościół katolicki czci Abrahama na równi ze świętymi. Według Katechizmu Kościoła katolickiego: (61) „Patriarchowie i prorocy oraz inne postacie Starego Testamentu byli i zawsze będą czczeni jako święci we wszystkich tradycjach liturgicznych Kościoła”. Natomiast kościół prawosławny wprost nazywa go świętym. Wspomnienie liturgiczne Abrahama odbywa się w obu kościołach 9 października.

### Łaciński patriarchat Jerozolimy
W kalendarzu własnym Łaciński patriarchat Jerozolimy obchodzi wspomnienie obowiązkowe patriarchy Abrahama z własnymi tekstami mszalnymi i Liturgii godzin. Wspomnienie to obowiązuje również w klasztorach Kustodii Ziemi Świętej znajdujących się na terenie patriarchatu. W Godzinie czytań odczytywane są: jako pierwsza lektura fragment o powołaniu patriarchy zaczerpnięty z Księgi Rodzaju (11,31-12.1-9), jako drugie czytanie fragment z Komentarza do Ewangelii wg św. Jana autorstwa św. Augustyna biskupa (Abraham rozradował się... 45, PL 35,1712).

## Abraham w islamie
Abraham jest uznawany za proroka również przez wyznawców Islamu. Jest wielokrotnie wymieniany w Koranie. W świecie muzułmańskim jest określany imieniem Ibrahim. Największe święta muzułmańskie – Eid al-Adha – są związane z historią Abrahama i jego syna. Również historia odbudowania Kaaby i powstania Mekki zgodnie z tradycją muzułmańską są ściśle związane z historią Abrahama.

## Biblijny patriarcha w kulturze
O tej biblijnej postaci zostało napisanych wiele książek i nakręcono szereg filmów. Na przestrzeni wieków powstało dużo dzieł sztuki przedstawiających przyjaciela Boga.

### Ikonografia
Abraham przedstawiany jest w stroju z epoki jako składający ofiarę z baranka lub swego syna Izaaka. Jego atrybuty to Izaak na stosie, stos, anioł, baranek w zaroślach, nóż, trzej aniołowie.

### Sztuka

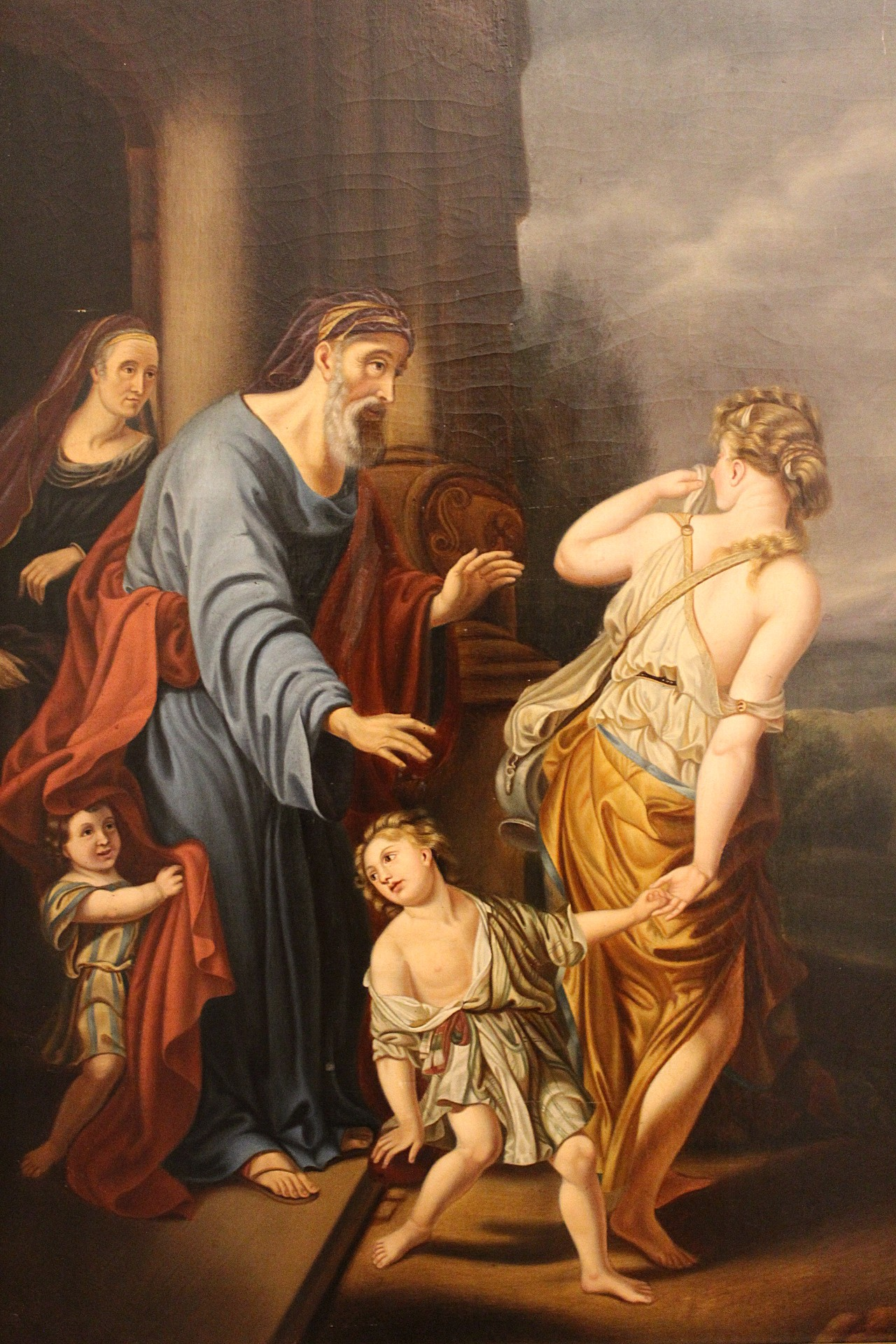
Abraham wypędza Hagar i Ismaela

- Andrea del Sarto – Ofiara Abrahama, 1527–1530, 213×159, Gemaeldegalerie – Drezno
- Andrea del Sarto – Ofiarowanie Izaaka, ok. 1527, Museum of Art. – Cleveland
- Andrea del Sarto – Ofiara Abrahama, 1529, 98×69, Prado – Madryt
- Tycjan – Ofiara Izaaka, 1542–1544, 382×282, Santa Maria della Salute – Wenecja
- Caravaggio – Ofiarowanie Izaaka, ok. 1597–1598, 116×173, Kolekcja Barbary Piaseckiej-Johnson – Princeton
- Caravaggio – Ofiara Izaaka, 1601–1602, 104×135, Uffizi – Florencja
- Jacopo da Empoli – Ofiarowanie Izaaka, 1590, 32×25, Uffizi – Florencja
- Jacopo Ligozzi – Ofiarowanie Izaaka, ok. 1596, 51×37,5, Uffizi – Florencja
- Johann Liss – Ofiara Abrahama, 1597, 88×69,5, Uffizi – Florencja
- Jacopo Bassano – Odjazd Abrahama, kon. XVI w., 85,1×117,3, National Gallery – Londyn
- Alessandro Allori – Ofiarowanie Izaaka, 1601, 94×131, Uffizi – Florencja
- Domenichino – Ofiarowanie Izaaka, 1602, 32,5×44,3, Kimbell Art Museum
- Domenichino – Ofiarowanie Izaaka, 1630, 147×140, Prado – Madryt
- Lodovico Cigoli – Ofiarowanie Izaaka, ok. 1607, 175,5×132,2, Galleria Palatina – Florencja
- Orazio Gentileschi – Ofiarowanie Izaaka, 1615, Palazzo Spinola – Genua
- Pieter Lastman – Abraham w drodze do Kanaan, 1614, 72×122, Ermitaż – St. Petersburg
- Pieter Lastman – Ofiara Abrahama, 1616, 42×36, Luwr – Paryż
- Frans Francken – Ofiarowanie Izaaka, Museo de Santa Cruz – Toledo
- Frans Francken – Abraham i trzej aniołowie, 68×86, Prado – Madryt
- Orazio Riminaldi – Ofiarowanie Izaaka, ok. 1625, 149×229, Galleria Nazionale d’Arte Antica – Rzym
- Rembrandt van Rijn – Ofiarowanie Izaaka, 1635, 193×132, Ermitaż – St. Petersburg
- Rembrandt – Ofiara Abrahama, 1636, 195×132,3, Stara Pinakoteka – Monachium
- Laurent de la Hyre – Abraham ofiarowuje Izaaka, 1650, Musee Saint-Denis – Reims
- Gaspard Dughet – Krajobraz z Abrahamem i Izaakiem udającymi się na miejsce ofiary, 1655–1660, 152,2×195,2, National Gallery – Londyn
- David Teniers – Modlitwa Abrahama i Izaaka, 1653, Kunsthistorisches Museum – Wiedeń
- Juan de Valdés Leal – Ofiarowanie Izaaka, 1657–1659, 189×249, kol. pryw. – Palma de Mallorca
- Giovanni Battista Tiepolo – Ofiarowanie Izaaka, 1726–1729, 4000×5000, fresk, Palazzo Patriarcale – Udine
- Giovanni Battista Piazzetta – Ofiarowanie Izaaka, ok. 1735, 201,2×133,4, National Gallery – Londyn
- Marc Chagall – Ofiarowanie Izaaka, 1960–1966, Musee Marc Chagall – Nicea

### Literatura
- 1550 – Abraham sacrifiant Teodor Beza
- 1843 – Bojażń i drżenie Søren Kierkegaard
- 1952 – Przymierze Zofia Kossak
- 2002 – Abraham: A Journey to the Heart of Three Faiths Bruce Feiler
- 2003 – Abraham – ojciec rodu Theodore Hudler
- 2003 – Abraham i Melchizedek Ryszard Krasnodębski
- 2005 – S.O.S. Jerzy Surdykowski
- 2005 – Abraham – ojciec wierzących Achim Buckenmaier

### Film
- 1993 – Abraham w reż. Josepha Sargenta (w roli głównej: Richard Harris)
- 2005 – Abraham: A Journey to the Heart of Three Faiths w reż. Davida Wallace’a

### Opera
- 1994 – The Cave Steve’a Reicha